# ملا حسن حزین
ملا حسن حزین خطاط سنندجی مشهور به حسن آقا رضا – متخلص به حزین و فلک زده- ابن ملا رضا ابن فضل‌الله نودشی بنا به قول مشهور وی از خاندان موالی و مشایخ الاسلام سنندج بوده‌است.
در اوایل جنگ اول جهانی به سنندج آمد و به علت علاقه وافرش به خوشنویسی در راه تکمیل آن زحمات زیادی کشید و دارای فضل و کمال بود و استعداد عجیبی در خوشنویسی از خود نشان داد. بیشتر آثار باقی مانده از ملاحسن در خط ثلث و نوشتن طغری (سبک عثمانی) است و برخی از قطعاتش را با تلفیقی از ابتکارات خود و سبک خط استادان قدیم بروی کاغذ می‌آورده که بسیار جالب توجه‌است.
وی از قدرت قلم فوق‌العاده برخوردار بوده‌است، اغلب کارهای ملا حسن را می‌توان در بیشتر خانه‌های سنندج پیدا کرد.
ملاحسن در خلوت و انزوا در گوشه یکی از مساجد سنندج بنام مسجد ملااحمد قیامتی به خطاطی و طراحی از آیات قرآن در اشکال مختلف همت گماشت. جالب توجه اینکه وی بیشتر قطعات خود را با ابتدایی‌ترین وسایل موجود در دسترس مزین کرده‌است؛ و با کاغذهای رنگی اطراف خطوط خود را تذهیب و به اشکال مختلف درمی‌آورده‌است.
ملاحسن بعضی از خطوط مختلف خود را در مسجد ملا احمد قیامتی بدست خویش بر دیوار نصب کرده که این مسجد خود به شکل نمایشگاهی از کارهای این هنرمند درآمده‌است. اکنون نیز قطعات او به همان فرم سابق خود نصب کرده موجود است. جمعی از خوشنویسان گویند ملاحسن در خط نستعلیق نیز همچون خط ثلث دارای دستی توانا و قلمی قوی بوده‌است که قدرت قلم وی را می‌توان با نوشته‌های میر عماد هم رتبه دانست.
آنچه در زندگی خوشنویسی ملاحسن بسیار قابل توجه و شگفتی است اینکه ملاحسن هرگز هیچ استادی نداشته‌اند و تمام آنچه از وی به عنوان اثر هنری مشاهده می‌کنیم حاصل تلاش و تجربه شخصی او تنها با نگاه کردن و مشق نظری کارهای استادان قدیم برجسته حاصل گشته‌است.
ملاحسن به علت فقر و تنگدستی از طریق فروش بعضی از کارهای خود امرار معاش می‌کرده‌است. اغلب قطعاتش را بین سال‌های ۱۳۵۷–۱۳۰۵ قمری به رشته تحریر درآورده‌است.
وی در حدود سال ۱۳۸۵ قمری در فقر و انزوا درگذشت.